# 17-Hidroxipregnenolona
La 17-Hidroxipregnenolona (también 17-OH-pregnenolona y  17α-hidroxipregnenolona), es un esteroide C21 que es obtenido de la hidroxilación de la pregnenolona en la posición C17α.  Este paso es realizado por la enzima mitocondrial del citocromo P450 17α-hidroxilasa (CYP17A1) que está presente en las Glándulas suprarrenales y gonadas. En humanos, los niveles máximos de 17-OH-pregnenolona se alcanzan al final de la pubertad y luego disminuyen. También se alcanzan altos niveles de este esteroide durante el embarazo.

## Prohormona

Esteroidogénesis humana. La 17-hidroxipregnenolona es convertida de la pregnenolona y da origen a la DHEA (abajo) y a la 17-Hidroxiprogesterona (a su derecha).

La 17-hidroxipregnenolona es considerada una prohormona en la formación de la dehidroepiandrosterona (DHEA), sí mismo una prohormona de los esteroides sexuales.
Esta conversión es mediada por la enzima 17,20 liasa. Como tal, la 17-OH-pregnenolona representa un intermediario en la vía delta-5 que lleva desde la pregnenolona a la DHEA. La 17-hidroxipregnenolona también es convertida en 17-hidroxiprogesterona, una prohormona de glucocorticosteroides y androstenediona a través de la actividad de la 3-hidroxiesteroide deshidrogenasa.

## Neurohormona
Existe evidencia de que la 17-hidroxipregnenolona puede tener una actividad parecida a la de una neurohormona.

## Uso clínico
Las mediciones de 17-hidroxipregnenolona son útiles en el diagnóstico de ciertos tipos de hiperplasia suprarrenal congénita.
En pacientes con hiperplasia suprarrenal congénita debido a deficiencia de 3-hidroxiesteroide deshidrogenasa, los niveles de 17-hidroxipregnenolona son elevados, mientras que los niveles son bajos a ausentes en pacientes con hiperplasia suprarrenal congénita debido a deficiencia de 17 alfa-hidroxilasa.